# Petty officer
Petty officer (in inglese letteralmente piccolo ufficiale; abbreviato: PO) è una categoria di sottufficiali di alcune marine militari.

## Stati Uniti
Nelle US Navy i sottufficiali si dividono in petty officers che vanno da E-4 a E-6 e chief petty officer, che vanno da E-7 fino a E-9. Le categorie dei petty officers e dei chief petty officer possono essere equiparate rispettivamente al ruolo sergenti e al ruolo marescialli della Marina Militare Italiana.
I petty officers si dividono in petty officer third class, petty officer second class e petty officer first class. Coloro che dimostrano performance superiori alla norma sono promossi, anche se il termine ufficiale è "avanzati" (advanced). Due promozioni degne di nota sono quelle da seaman a petty officer third class (da E-3 a E-4) e da petty officer first class a chief petty officer (E-6 a E-7); quest'ultimo avanzamento di carriera è molto importante, ed è caratterizzato da una speciale cerimonia introduttiva. I petty officers della USCG seguono una carriera molto simile a quella dei loro parigrado della United States Navy, e, per essere ulteriormente promossi, devono frequentare la Coast Guard Chief Petty Officer Academy (Accademia dei capi sottufficiali della Guardia Costiera) o una equivalente scuola del Dipartimento della Difesa.

### Petty officer
| Petty officer della United States Navy Nota: Le ancore incrociate sotto l'aquila dei gradi sottostanti, rappresentano, a puro titolo esemplificativo, la sola categoria dei nocchieri ovvero dei "boatswain's mate" | Petty officer della United States Navy Nota: Le ancore incrociate sotto l'aquila dei gradi sottostanti, rappresentano, a puro titolo esemplificativo, la sola categoria dei nocchieri ovvero dei "boatswain's mate" | Petty officer della United States Navy Nota: Le ancore incrociate sotto l'aquila dei gradi sottostanti, rappresentano, a puro titolo esemplificativo, la sola categoria dei nocchieri ovvero dei "boatswain's mate" | Petty officer della United States Navy Nota: Le ancore incrociate sotto l'aquila dei gradi sottostanti, rappresentano, a puro titolo esemplificativo, la sola categoria dei nocchieri ovvero dei "boatswain's mate" |
| Codice USA | E-6 | E-5 | E-4 |
| Codice NATO | OR-6 | OR-5 | OR-4 |
| --- | --- | --- | --- |
| colletto distintivo di grado presente solo sulla manica sinistra | | | |
| nome originale del grado in lingua inglese: | Petty officer first class | Petty officer second class | Petty officer third class1 |
| corrispondente italiano: | Secondo capo | Sergente | Sottocapo |
| abbreviazione | PO1 | PO2 | PO3 |
| 1 Il distintivo in oro è ritratto nella cosiddetta "variante buona condotta" (good conduct variation) con galloni dorati in luogo di quelli rossi indossabili esclusivamente solo dopo aver prestato almeno 12 anni di servizio senza aver subito provvedimenti disciplinari; tale disposizione riguarda i gradi da PO-3 (petty officer third class) a MCPO (master chief petty officer). | | | |

| Petty officers della United States Coast Guard Nota: Le ancore incrociate sotto l'aquila dei gradi sottostanti, rappresentano, a puro titolo esemplificativo, la sola categoria degli assistenti nostromi ovvero dei "boatswain's mate" | Petty officers della United States Coast Guard Nota: Le ancore incrociate sotto l'aquila dei gradi sottostanti, rappresentano, a puro titolo esemplificativo, la sola categoria degli assistenti nostromi ovvero dei "boatswain's mate" | Petty officers della United States Coast Guard Nota: Le ancore incrociate sotto l'aquila dei gradi sottostanti, rappresentano, a puro titolo esemplificativo, la sola categoria degli assistenti nostromi ovvero dei "boatswain's mate" | Petty officers della United States Coast Guard Nota: Le ancore incrociate sotto l'aquila dei gradi sottostanti, rappresentano, a puro titolo esemplificativo, la sola categoria degli assistenti nostromi ovvero dei "boatswain's mate" |
| Codice USA | E-6 | E-5 | E-4 |
| --- | --- | --- | --- |
| colletto distintivo di grado presente solo sulla manica sinistra | | | |
| nome originale del grado in lingua inglese: | Petty officer first class | Petty officer second class | Petty officer third class |
| equivalente Guardia Costiera Italiana: | Secondo capo | Sergente | Sottocapo |
| abbreviazione | PO1 | PO2 | PO3 |
| codice NATO | OR-6 | OR-5 | OR-4 |
| | | | |

### Chief petty officer
Gli Chief petty officer si dividono in Chief petty officer, Senior chief petty officer , Master chief petty officer, Command master chief petty officer e infine master chief petty officer of the navy, grado unico e speciale detenuto dal singolo sottufficiale più alto in grado, nominato direttamente dall'ammiraglio capo delle operazioni navali, del quale è consigliere per quanto riguarda i problemi dei sottufficiali e della truppa, grado che non esiste nelle altre marine della NATO.
| Chief petty officer della United States Navy Nota: nei gradi sottostanti le ancore incrociate sotto l'aquila, rappresentano, a puro titolo esemplificativo, la sola categoria dei nocchieri ovvero dei "boatswain's mate" | Chief petty officer della United States Navy Nota: nei gradi sottostanti le ancore incrociate sotto l'aquila, rappresentano, a puro titolo esemplificativo, la sola categoria dei nocchieri ovvero dei "boatswain's mate" | Chief petty officer della United States Navy Nota: nei gradi sottostanti le ancore incrociate sotto l'aquila, rappresentano, a puro titolo esemplificativo, la sola categoria dei nocchieri ovvero dei "boatswain's mate" | Chief petty officer della United States Navy Nota: nei gradi sottostanti le ancore incrociate sotto l'aquila, rappresentano, a puro titolo esemplificativo, la sola categoria dei nocchieri ovvero dei "boatswain's mate" | Chief petty officer della United States Navy Nota: nei gradi sottostanti le ancore incrociate sotto l'aquila, rappresentano, a puro titolo esemplificativo, la sola categoria dei nocchieri ovvero dei "boatswain's mate" | Chief petty officer della United States Navy Nota: nei gradi sottostanti le ancore incrociate sotto l'aquila, rappresentano, a puro titolo esemplificativo, la sola categoria dei nocchieri ovvero dei "boatswain's mate" | Chief petty officer della United States Navy Nota: nei gradi sottostanti le ancore incrociate sotto l'aquila, rappresentano, a puro titolo esemplificativo, la sola categoria dei nocchieri ovvero dei "boatswain's mate" | Chief petty officer della United States Navy Nota: nei gradi sottostanti le ancore incrociate sotto l'aquila, rappresentano, a puro titolo esemplificativo, la sola categoria dei nocchieri ovvero dei "boatswain's mate" |
| Ruolo | Chief petty officer | Chief petty officer | Chief petty officer | Chief petty officer | Chief petty officer | Chief petty officer | Chief petty officer |
| Codice USA | E-101 | E-9 | E-9 | E-9 | E-8 | E-8 | E-7 |
| Codice NATO | OR-9 | OR-9 | OR-9 | OR-9 | OR-8 | OR-8 | OR-7 |
| --- | --- | --- | --- | --- | --- | --- | --- |
| colletto distintivo di grado presente solo sulla manica sinistra | | | | | | | |
| nome originale del grado in lingua inglese: | master chief petty officer of the navy | fleet / force master chief petty officer | command master chief petty officer | master chief petty officer | command senior chief petty officer 2 | senior chief petty officer2 | chief petty officer |
| corrispondente italiano: | 1º luogotenente | luogotenente | 1º maresciallo | capo di 1ª classe | capo di 2ª classe | capo di 3ª classe | 2° capo scelto |
| abbreviazione | MCPON | FORCM - FLTCM | CMDCM | MCPO | CMDCS | SCPO | CPO |
| 1 Sebbene il singolo MCPON in servizio sia ufficialmente un E-9, assolvendo incarichi particolari e percependo indennità speciali, il suo livello di retribuzione è a volte ufficiosamente (e quindi erroneamente) chiamato "E-10". 2Il distintivo di senior chief petty officer è qui ritratto nella cosiddetta "variante buona condotta" (good conduct variation) con galloni dorati in luogo di quelli rossi indossabili esclusivamente solo dopo aver prestato almeno 12 anni di servizio senza aver subito provvedimenti disciplinari, tale disposizione riguarda i gradi da PO-3 (petty officer third class) a MCPO (master chief petty officer). | | | | | | | |

Distintivo di grado di Petty officer

| colletto distintivo di grado presente solo sulla manica sinistra |                                                 |                                                             |                                     |                            |                            |                     |
| nome originale del grado in lingua inglese: | Master chief petty officer of the Coast Guard   | Master chief petty officer of the Coast Guard Reserve Force | Command master chief petty officer  | Master chief petty officer | Senior chief petty officer | Chief petty officer |
| traduzione in italiano: | capomastro sottufficiale della Guardia Costiera | capomastro sottufficiale della Riserva                      | capomastro sottufficiale comandante | capomastro sottufficiale   | sottufficiale capo anziano | sottufficiale capo  |
| abbreviazione | MCPOCG                                          | MCPO-CGRF                                                   | CMDCM                               | MCPO                       | SCPO                       | CPO                 |
| codice NATO | OR-9                                            | OR-9                                                        | OR-9                                | OR-9                       | OR-8                       | OR-7                |
| 1 Sebbene il singolo MCPOCG in servizio sia ufficialmente un E-9, assolvendo incarichi particolari e percependo indennità speciali, il suo livello di retribuzione è a volte ufficiosamente (e quindi erroneamente) chiamato "E-10". |                                                 |                                                             |                                     |                            |                            |                     |

## Regno Unito
Nella Royal Navy il ruolo di Petty officer è paragonabile al ruolo sergenti delle forze armate italiane. I gradi del ruolo Petty officer sono quelli di petty officer che è equivalente al sergente dei Royal Marines, del British Army e Royal Air Force e omologo della sergente delle forze armate italiane e Chief petty officer omologo del secondo capo della Marina Militare Italiana. il grado di  Petty officer è superiore a leading rating, mentre il grado di Chief petty officer è inferiore a Warrant Officer 2nd Class.

## Canada
La Marina canadese essendo il Canada bilingue utilizza i gradi in lingua francese (maître) e inglese (Petty officer); esistono due gradi di maître o petty officer:
- maître de 2e classe o Petty Officer 2nd class; grado equivalente al sergente dell'esercito e dell'aeronautica canadese;

- maître de 1e classe o Petty Officer 1st class; grado equivalente al warrant officer dell'esercito e dell'aeronautica canadese;

## Finlandia
Nella Suomen merivoimat, la marina militare della Finlandia il grado è Sotilasmestari/Militärmästare secondo la dizione in finlandese o svedese, letteralmente Maestro militare, uguale alle altre forze armate finlandesi è corrisponde nella Marina Militare italiana al capo di prima classe.

## India
Nella Indian Navy il grado di petty officer, come nella maggior parte delle marine del Commonwealth è superiore al grado di leading rate e inferiore al grado di chief petty officer ed è corrispondente al sergente dell'esercito indiano e dell'aeronautica indiana.